# 短角蠕形猛水蚤
短角蠕形猛水蚤（学名：Horsiella brevicornis）为拟蠕猛水蚤科蠕形猛水蚤属的动物。分布于西伯利亚西部、英国、法国、波兰、捷克斯洛伐克、埃及以及中国大陆的海南等地，常栖息于沿海以及受潮汐影响的咸淡水及淡水中。